# Halimuraena
Halimuraena is een geslacht van straalvinnige vissen uit de familie van dwergzeebaarzen (Pseudochromidae). Het geslacht is voor het eerst wetenschappelijk beschreven in 1952 door Smith.

## Soorten
- Halimuraena hexagonata Smith, 1952
- Halimuraena lepopareia Winterbottom, 1980
- Halimuraena shakai Winterbottom, 1978